# Typ 95 (Sturmgewehr)
Das Typ 95 (chinesisch 95式自動步槍 / 95式自动步枪, Pinyin Jiǔwǔ Shì Zìdòng Bùqiāng – „Typ 95 Automatisches Gewehr“) ist ein chinesisches Sturmgewehr. Es wurde 1995 vorgestellt, wird von Norinco produziert und war als Ersatz für das Typ 81 in der Rolle des Standardgewehrs der Streitkräfte der Volksrepublik China vorgesehen. Als militärische Bezeichnung wird die Abkürzung QBZ – 輕武器･步槍･自動 / 轻武器･步枪･自动,  Qīngwǔqì･Bùqiāng･Zìdòng – „Kleinwaffe･Infanteriegewehr･Automatik“ – verwendet, deren Buchstaben übersetzt etwa für "Leichte Infanteriewaffe", "Gewehr" und "Automatisch" stehen. Neben dem Sturmgewehr existieren Varianten der Waffe für Scharfschützen, ein leichtes Maschinengewehr und ein Exportmodell, das für den Verschuss von NATO-Munition nach STANAG ausgelegt ist. Das Typ 95 soll durch das QBZ-191 ersetzt werden.

## Entwicklung und Konstruktion
Mitte der 1990er-Jahre wurde bei den chinesischen Streitkräften nach einer moderneren Alternative zum seinerzeit erfolgreichen Sturmgewehr Typ 81 gesucht. Bei der Neuentwicklung wurde ebenfalls die 5,8×42-mm-Patrone verwendet, die in der Konstruktion und Wirkungsweise etwa der 5,56×45-mm-NATO-Patrone entspricht. Das Typ 95 ist ein Gasdrucklader im Bullpup-Design und ähnelt in Technik und Konstruktion sowohl dem britischen SA80 als auch dem französischen Standardgewehr FAMAS. Die Waffe besteht größtenteils aus Kunststoff, wodurch sie im Vergleich zu anderen Waffen ein geringes Gewicht aufweist.

## Verwendung

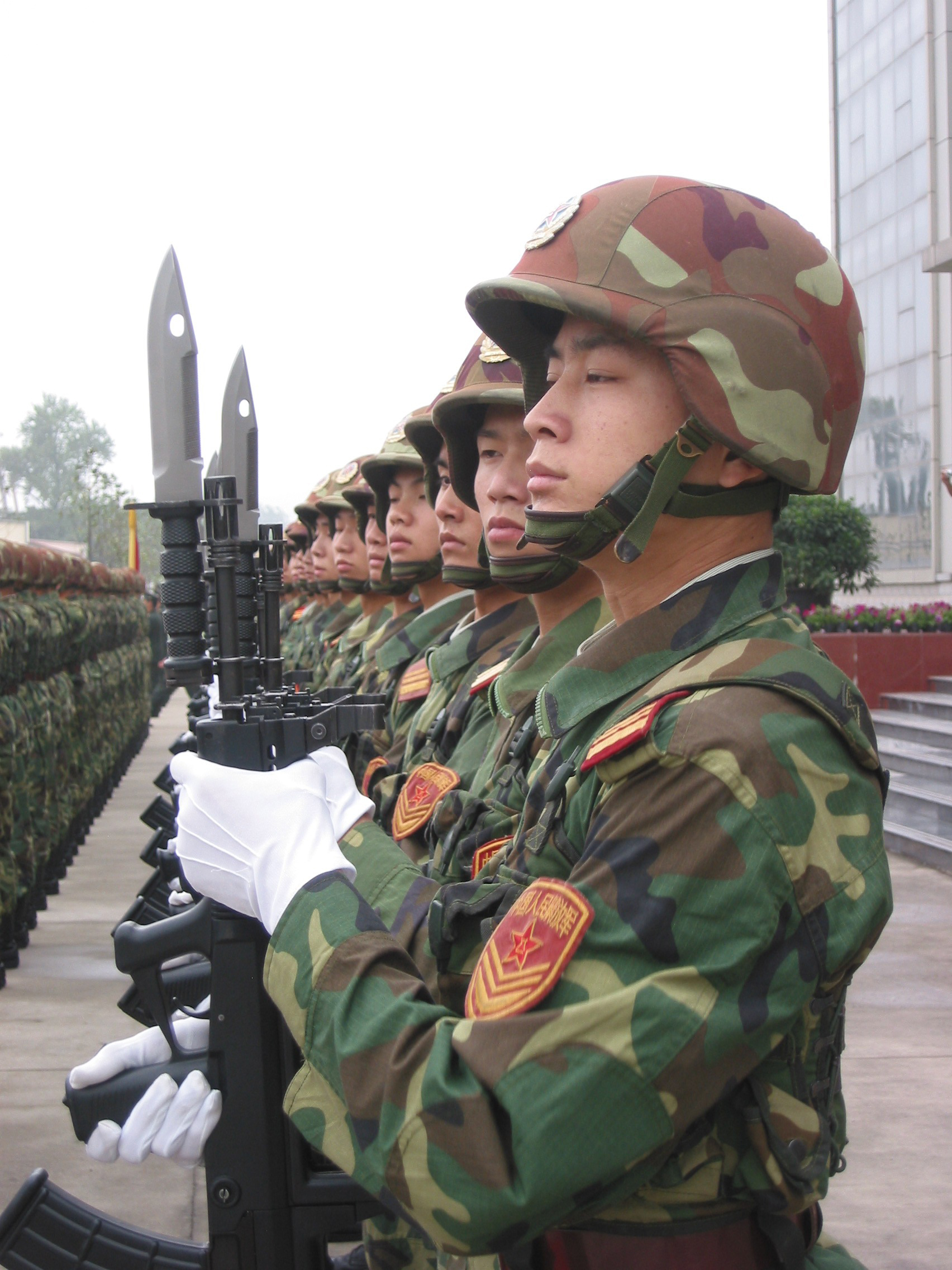
Ehrenwache mit Typ 95 und aufgepflanztem Bajonett, 2009

Im Heer der Volksbefreiungsarmee soll nach abgeschlossener Modernisierung jede Gruppe der motorisierten Infanterie aus zehn Soldaten bestehen, aufgeteilt auf zwei Trupps. Jeder der Trupps besteht aus einem Truppführer, zwei Infanteristen mit Typ-95-Gewehren, einem Schützen mit der leichten Maschinengewehrvariante des Typ 95 und einem Grenadier, mit Typ 95 und angebautem 35-mm-Granatwerfer (QLZ 87B). Die Infanteristen sollen dabei je rund 300 Schuss Munition und ein Bajonett mitführen.
Zugführer und Funker sollen mit einer Variante des Typ 95 mit verkürztem Lauf (609 statt 745 mm Gesamtlänge) ausgerüstet sein.

## Varianten
- Typ 95 (QBZ-95) – Standardversion
- Typ 95B (QBZ-95B) – verkürzt auf 609 mm
- Typ 97 – Exportversion im Kaliber 5,56 × 45 mm NATO
- Typ 95 LSW (QBB-95 LSW) a – leichtes Maschinengewehr mit 75-Schuss-Trommelmagazin und Zweibein
- Typ 88 (QBU-88) – Zielfernrohrgewehr